# Dasyprocta guamara
Espèce
Statut de conservation UICN

 NT  : Quasi menacé
Dasyprocta guamara est une espèce de rongeurs de la famille des Dasyproctidae. C'est une espèce de mammifère terrestre, vivant dans les zones humides du Venezuela dont l'espèce est endémique. Presque menacé par la destruction de son habitat, cet agouti constitue aussi un gibier de chasse pour les populations locales.
L'espèce a été décrite pour la première fois en 1972 par Juhani Ojasti, zoologiste né en Finlande qui fit carrière au Venezuela à partir de 1959.